# Le Siège de Londres
Le Siège de Londres (The Siege of London) est une nouvelle d'Henry James, parue dans Cornhill Magazine en 1883, et reprise en volume la même année chez Osgood, à Boston.

## Résumé
Californienne aussi jolie et intelligente que vulgaire et pleine de cran, Mrs Headway a fait fortune en se mariant une demi-douzaine de fois avant d'obtenir gain de cause lors de divorces retentissants. En voyage en Europe, elle est venue faire la chasse à un nouveau mari et fréquente les cercles huppés du Vieux Continent. Rupert Waterville, un jeune diplomate américain en poste à Londres, remarque cette belle femme dans une loge lors d'une matinée à la Comédie-Française. Son ami, Littlemore, un Américain cosmopolite, bien au fait des frasques de la dame, se refuse à le détromper et reste discret sur ce qu'il sait. Il reçoit d'ailleurs une demande expresse, sinon un ordre, de Mrs Headway en ce sens. Peu après, Waterville se rend en compagnie de Mrs Headway à une exposition de tableaux au Palais du Luxembourg et elle obtient de lui la promesse qu'il lui facilitera la tâche pour l'introduire dans les milieux élégants de New York et de Londres.
À Pâques, Littlemore retrouve Mrs Headway à Londres, prête à épouser, Sir Arthur Demesne, un jeune lord de la haute société britannique. Or, Lady Demesne, la mère du jeune lord, soupçonne le passé peu recommandable de la fiancée américaine. Elle interroge Waterville, puis pousse Littlemore dans ses retranchements pour qu'il lui révèle tout ce qu'il sait, bien décidée à empêcher une mésalliance qui viendrait ternir la réputation de la famille.   

## Traductions françaises
- Le Siège de Londres, traduit par Jean Pavans, dans Nouvelles complètes, tome II Paris, Éditions de la Différence, 1992 ; réédition dans Le Siège de Londres et autres nouvelles (suivi de Madame de Mauves et de Lady Barberina), Paris, Payot et Rivages, coll. « Rivages poche » no 485 2005 ; réédition dans Le Siège de Londres, et cinq autres nouvelles, Paris, La Différence, coll. « Minos », 2011
- Le Siège de Londres, traduit par Max Duperray, dans Nouvelles complètes, tome II, Paris, Gallimard, coll. « Bibliothèque de la Pléiade », 2003